# The Recession 2
The Recession 2 (с англ. — «Рецессия-2») — десятый студийный альбом в музыкальной карьере американского рэпера Джизи. Премьера альбома состоялась 20 ноября 2020 года фирмой звукозаписи Def Jam по исключительной лицензии YJ Music, Inc. В записи пластинки приняли участие Деми Ловато, Ни-Йо, Рик Росс, Йоу Готти и E-40.

## Предыстория
На начало пандемии COVID-19 Джизи самостоятельно выпускает мини-альбом под названием «Twenty/20 Pyrex Vision», объясняя это тем, что людям нужна мотивация в эти нелёгкие времена. Однако, как казалось ранее, рэпер завершил свою музыкальную карьеру после выпуска альбома Thug Motivation 104: The Legend of the Snowman, но оказывается сам снеговик имел в виду, что это заключительные альбом из серии «Thug Motivation». После выпуска последнего альбома у рэпера закончился контракт с лейблом Def Jam. Он практически целый год оставался независимым артистом. 12 ноября журнал Billboard объявил, что артист заключил новый долгосрочный контракт с лейблом на улучшенных условиях.
9 ноября 2020 года был выпущен короткий трейлер в поддержку предстоящего альбома, а точнее продолжение первой части альбома The Recession с официальной датой выхода. И по словам самого артиста, то, что сейчас происходит в мире — это напоминает ему ситуацию с 2008 годом, когда начался мировой экономический кризис, обозначаемый, как рецессия.

## Список композиций
| №                   | Название                                              | Автор(ы)                                                                                      | Продюсер                                      | Длительность |
| ------------------- | ----------------------------------------------------- | --------------------------------------------------------------------------------------------- | --------------------------------------------- | ------------ |
| 1.                  | «Oh Lord» (при участии Тамики Мэллори)                | Джей Дженкинс Монте Хамфри Кори Робертсон Дэннис Мартин Вера Холл Тамика Мэллори              | DJ Montay D Lumar                             | 3:03         |
| 2.                  | «Here We Go»                                          | Джей Дженкинс Дон Кэннон Шон Момбергер Саймон Парк                                            | Don Cannon Sean Momberger                     | 3:00         |
| 3.                  | «Modern Day»                                          | Джей Дженкинс Дон Кэннон                                                                      | Don Cannon                                    | 2:58         |
| 4.                  | «Back» (при участии Йоу Готти)                        | Джей Дженкинс Дон Кэннон Том Гомрингер Кевин Гомрингер Марио Мимс                             | Don Cannon Cubeatz                            | 3:08         |
| 5.                  | «Da Ghetto» (при участии E-40)                        | Джей Дженкинс Монте Хамфри Кори Робертсон Лерой Хатсон Донни Хэтэуэй Эрл Стивенс Ян Браницкий | DJ Montay Big Korey                           | 2:58         |
| 6.                  | «Niggaz»                                              | Джей Дженкинс Дарвин Куинн Чарльз Гамильтон Роджер Батлер Лэрренс Допсон                      | Lil’ C Uncle Chucc Pointguard Larrance Dopson | 2:44         |
| 7.                  | «Death of Me»                                         | Джей Дженкинс Эрик Ортиз Кевин Кроув Лу Кортни Киннан Уэбб                                    | J.U.S.T.I.C.E. League DJ Suede the Remix God  | 3:51         |
| 8.                  | «Stimulus Check»                                      | Джей Дженкинс Эрик Ортиз Кевин Кроув Джошуа Кросс Линда Кук                                   | J.U.S.T.I.C.E. League Cassius Jay             | 2:43         |
| 9.                  | «My Reputation» (при участии Дэми Ловато и Лил Дювал) | Джей Дженкинс Брайан Кук Терри Льюис Роланд Пауэлл Джеймс Харрис                              | B-Flat                                        | 3:43         |
| 10.                 | «The Glory» (при участии Ни-Йо)                       | Джей Дженкинс Джошуа Кросс Шеффер Смит Реналдо Бэнсон Марвин Гэй Альфред Клевеленд            | Cassius Jay                                   | 3:10         |
| 11.                 | «Live and Die»                                        | Джей Дженкинс Эрик Ортиз Кевин Кроув Джошуа Кросс Тупак Шакур Куинси Джонс Вэл Янг            | J.U.S.T.I.C.E. League Cassius Jay             | 2:59         |
| 12.                 | «Praying Right»                                       | Джей Дженкинс Эрик Ортиз Кевин Кроув Тим ван Беркестейн                                       | J.U.S.T.I.C.E. League                         | 3:05         |
| 13.                 | «Therapy for My Soul»                                 | Джей Дженкинс Эрик Ортиз Кевин Кроув                                                          | J.U.S.T.I.C.E. League                         | 4:17         |
| 14.                 | «Almighty Black Dollar» (при участии Рик Росса)       | Джей Дженкинс Эрик Ортиз Кевин Кроув Уильям Робертс Терренс Батлер Уильям Уорд Джон Осборн    | J.U.S.T.I.C.E. League                         | 2:49         |
| 15.                 | «The Kingdom»                                         | Джей Дженкинс Эрик Ортиз Кевин Кроув Джошуа Кросс                                             | J.U.S.T.I.C.E. League Cassius Jay             | 3:18         |
| Общая длительность: | Общая длительность:                                   | Общая длительность:                                                                           | Общая длительность:                           | 47:53        |

Использованные сэмплы
- «Oh Lord»: Vera Ward Hall — «Trouble So Hard»
- «Here We Go»: Simon Park Orchestra — «Constellation»
- «Da Ghetto»: Leroy Hutson — «The Ghetto» / Jan Branicki — «Watch Your Step»
- «Death of Me»: Lou Courtney — «Just Let Him Break Your Heart»
- «Stimulus Check»: Bobby Womack — «Woman’s Gotta Have It»
- «My Reputation»: The S.O.S. Band — «Just Be Good to Me»
- «The Glory»: Марвин Гэй — «What’s Going On»
- «Live and Die»: 2Pac — «Live and Die in L.A.»
- «Praying Right»: Benny Sings — «Summerlude»
- «Almighty Black Dollar»: Charles Bradley — «Changes»

## Видеоклипы
- 2020: «Back» (при участии Yo Gotti)
- 2020: «Almighty Black Dollar» (при участии Рик Росса)

## История выпусков
| Страна | Дата            | Формат               | Лейбл              |
| ------ | --------------- | -------------------- | ------------------ |
| США    | 20 ноября 2020  | Цифровая дистрибуция | Def Jam Recordings |
| США    | 11 декабря 2020 | Компакт-диск         | Def Jam Recordings |
| США    | 16 апреля 2021  | Грампластинка        | Def Jam Recordings |

## Позиции в чартах
| Чарт                                   | Лучшая позиция |
| -------------------------------------- | -------------- |
| США (Billboard 200)                    | 19             |
| США (Billboard Top R&B/Hip-Hop Albums) | 7              |